# 国家地方警察大阪府本部
国家地方警察大阪府本部（こっかちほうけいさつおおさかふほんぶ）は、旧警察法時代に存在した大阪府の都道府県国家地方警察で、自治体警察を設けない地域を管轄区域とする。また国家地方警察大阪警察管区本部の行政管理を受ける。
1954年（昭和29年）の新警察法の公布により廃止され、新たに都道府県警察として大阪府警察が発足した。

## 組織
1949年（昭和24年）時点
- 総務部
  - 秘書企画課、会計課
- 警務部 　 
  - 人事装備課、教養課
- 刑事部 　 
  - 捜査課、鑑識課、防犯統計課
- 警備部 　 
  - 警備課、交通課

## 地区警察署
1949年（昭和24年）時点
- 豊能地区警察署
- 三島地区警察署
- 北河内地区警察署
- 中河内地区警察署
- 南河内地区警察署
- 黒山地区警察署
- 三林地区警察署
- 泉南地区警察署

## 支所
1949年（昭和24年）時点
- 堺支所
- 岸和田支所
- 池田支所
- 三宅支所
- 枚岡支所
- 守口支所

## 主な事件
- 多奈川町事件

## 府内の自治体警察
- 大阪市警視庁
- 堺市警察
- 吹田市警察
- 枚方市警察

## その他
- 1950年9月3日 - ジェーン台風接近に伴う強風により留置場が破壊、飛散した[1]。